# Medalha de Ouro SPIE
A Medalha de Ouro SPIE (em inglês:  SPIE Gold Medal ou Gold Medal Award of SPIE) é a maior honraria da SPIE (sociedade internacional de óptica e fotônicanics), considerada um dos mais significativos prêmios nas áreas da fotônica e engenharia óptica. O primeiro prêmio foi concedido em 1977, e a premiação inclui uma medalha e US$ 10.000. O mais recente premiado é James Harrington.
- 1977: John Donovan Strong
- 1978: James Gilbert Baker
- 1979: Edwin Land
- 1980: Rudolf Kingslake
- 1981: Harold Eugene Edgerton
- 1982: Harold Hopkins
- 1983: Robert E. Hopkins
- 1984: Franke Cooke
- 1985: Warren J. Smith
- 1986: Brian J. Thompson
- 1987: H. Angus Macleod
- 1988: Andrew Tescher
- 1989: André Maréchal
- 1990: Emmett Leith
- 1991: William F. Schreiber
- 1992: Charles Kao
- 1993: Alfred H. Sommer
- 1994: Andrei L. Mikaelian
- 1995: Georges Nomarski
- 1996: Robert R. Shannon
- 1997: Marjorie Meinel e Aden Meinel
- 1998: Thomas I. Harris
- 1999: William L. Wolfe
- 2000: Robert E. Fischer
- 2001: Parameswaran Hariharan
- 2002: Zhores Alferov
- 2003: James C. Wyant
- 2004: Roland V. Shack
- 2005: H. John Caulfield
- 2006: Duncan T. Moore
- 2007: Joseph W. Goodman
- 2008: M. J. Soileau
- 2009: Richard Brice Hoover
- 2010: Charles Hard Townes[2]
- 2011: Harrison Barrett
- 2012: Daniel Malacara Hernandez
- 2013: Federico Capasso
- 2014: James Harrington
- 2015: Nader Engheta
- 2016: Paras N Prasad
- 2017: Katarina Svanberg
- 2018: Paul Corkum[3]
- 2019: Robert Alfano
- 2020: Ursula Keller
- 2021: Hugo Thienpont